# Bedford Heights (Ohio)
Bedford Heights es una ciudad ubicada en el condado de Cuyahoga en el estado estadounidense de Ohio. En el Censo de 2010 tenía una población de 10751 habitantes y una densidad poblacional de 912,91 personas por km².

## Geografía
Bedford Heights se encuentra ubicada en las coordenadas 41°24′13″N 81°30′9″O / 41.40361, -81.50250. Según la Oficina del Censo de los Estados Unidos, Bedford Heights tiene una superficie total de 11.78 km², de la cual 11.75 km² corresponden a tierra firme y (0.26%) 0.03 km² es agua.

## Demografía
Según el censo de 2010, había 10751 personas residiendo en Bedford Heights. La densidad de población era de 912,91 hab./km². De los 10751 habitantes, Bedford Heights estaba compuesto por el 18.69% blancos, el 76.86% eran afroamericanos, el 0.1% eran amerindios, el 1.15% eran asiáticos, el 0% eran isleños del Pacífico, el 1.12% eran de otras razas y el 2.08% pertenecían a dos o más razas. Del total de la población el 2.62% eran hispanos o latinos de cualquier raza.